# Pampa Grande

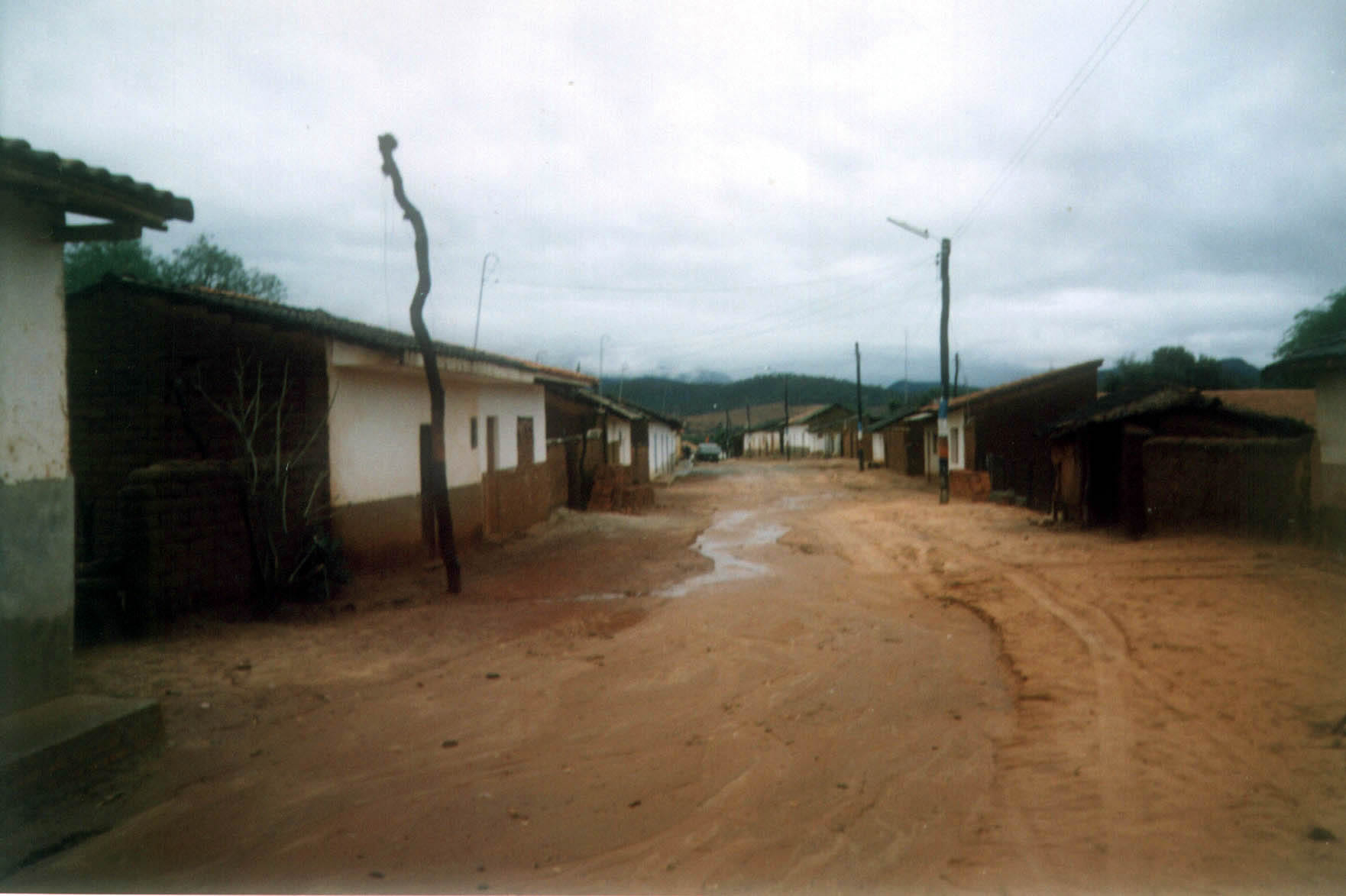
Pampagrande

Pampa Grande is een plaats in het departement Santa Cruz in Bolivia. Het is de hoofdplaats van de gemeente Pampa Grande in de provincie Florida. 